# Arenal del Almorxó
El Paraje Natural Municipal del Arenal del Almortxó, con una superficie de 50,80 ha, se localiza en el término municipal de Petrel en la provincia de Alicante, en el Monte de Utilidad Pública denominado "Cotxines". 
Destaca fundamentalmente por su geomorfología y su litología. Se trata de una formación dunar propia de las zonas litorales, que se sitúa en el interior, contando con la presencia de suelos, flora y fauna característicos de los ecosistemas dunares litorales.
En cuanto a la fauna destaca el grupo de los coleópteros, y la presencia de tres especies de lagartijas: la lagartija colilarga, la lagartija cenicienta y la lagartija colirroja.
Fue declarado Paraje N.M. por Acuerdo del Consejo de la Generalidad Valenciana de fecha 8 de febrero de 2002.